# Andemtenga (tổng)
Andemtenga là một tổng Kouritenga (tỉnh) ở phía đông Burkina Faso. Thủ phủ là thị xã Andemtenga. Theo điều tra dân số năm 1996, tổng này có tổng dân số 47.622.

## Các thị xã và làng xã
- Andemtenga (2 589 dân) (thủ phủ)
- Andemtenga-Peulh (149 dân)
- Boto (1 245 dân)
- Doundoudougou (4 811 dân)
- Firougou (1 673 dân)
- Guéfourgou (1 923 dân)
- Kindi (1 437 dân)
- Koboundoum (2 230 dân)
- Koénd-Zingdémissi (683 dân)
- Kombeolé (1 241 dân)
- Kougoure (1 431 dân)
- Koulkienga (814 dân)
- Koundi (2 733 dân)
- Mokomdongo (1 171 dân)
- Ouenga (5 266 dân)
- Sabrabinatenga (1 717 dân)
- Sabrouko (267 dân)
- Silenga (1 419 dân)
- Simba (4 057 dân)
- Somdabésma (? dân)
- Songrétenga (1 890 dân)
- Tambella Mossi (2 131 dân)
- Tambella Peulh (65 dân)
- Tambogo (1 934 dân)
- Tampella (1 258 dân)
- Tanga (1 664 dân)
- Tantako (1 824 dân)